# Pteronycta adnanensis
Pteronycta adnanensis är en fjärilsart som beskrevs av Edward P. Wiltshire 1980. Pteronycta adnanensis ingår i släktet Pteronycta och familjen nattflyn. Inga underarter finns listade.